# Глущенко, Виталий Александрович
Виталий Александрович Глущенко (17 марта 1985) — российский футболист, мастер спорта России, полузащитник.

## Карьера
Воспитанник ФШМ «Ростсельмаш-21 век» Ростов-на-Дону. Профессиональную карьеру начал в 2003 году в ФК тольяттинской «Ладе», с которой дошёл до полуфинала Кубка России 2002/03. В 2004 перешёл в клуб первого дивизиона «Черноморец» Новороссийск. По итогам сезона клуб был лишён профессионального статуса и под названием «Новороссийск» играл в ЛФЛ, В 2006 году играл во втором дивизионе. 2007 год Глущенко провёл в любительском клубе «Ника» Красный Сулин, затем играл во втором дивизионе за «Газовик» Оренбург (2008—2009), «Динамо» Ставрополь (2010), СКА (Ростов-на-Дону) (2011—2012).
Также выступал за мини-футбольные клубы РИЗ Батайск (2010/11), «Великан-Ростов» Ростов-на-Дону (2011/12), «Ростстрой» Ростов-на-Дону (2012/13).